# Blofield Heath
Blofield Heath – osada w Anglii, w hrabstwie Norfolk. Leży 6,1 km od miasta Wroxham, 10,3 km od Norwich i 164,2 km od Londynu.
W 2016 miejscowość liczyła 1428 mieszkańców.